# Carla Hidalgo
Carla Hidalgo (Madrid, 15 de marzo de 1973) es una presentadora de televisión, modelo y actriz española.

## Trayectoria
Comienza como actriz en la película Muertos de risa, de Álex de la Iglesia.
En 1997 da el gran salto a la fama, siendo la heroína Lucía en el gran éxito Brácula: Condemor II, junto con el artista y comediante Chiquito de la Calzada, una película bien recibida por los seguidores del cómico, y que le abrió el camino a grandes papeles.
En 1999 prueba suerte en televisión y pasa a presentar el magacine Nosolomusica, en Telecinco.
En el año 2000, Carla Hidalgo fue copresentadora de la Gala de Miss España en Telecinco, junto a Esther Arroyo y Jaime Bores. Ha participado en diversas películas incluso en el teatro. En 2013 concursó en el programa de televisión de Antena 3 Splash! Famosos al agua.
También la modelo, presentadora y actriz ha probado fortuna en el mundo de la canción. Tiene un hijo, Lucas, nacido en 2003, con el actor y político [ex de Ciudadanos] Toni Cantó.
Fruto de su relación con el productor musical sevillano Ismael Guijarro, Carla dio a luz el 8 de enero de 2014 a su segundo hijo, Gael.
Vuelve a la televisión en 2014 con un proyecto para Telemadrid, Ruta 179, que copresenta junto a Santi Acosta. En ese mismo año fue portada de la revista Interviú en su número 2014.
En 2015 se sube a los escenarios del Teatro Fernán Gómez de Madrid, para encabezar el elenco de la obra Un espíritu burlón, de Noel Coward.

## Programas de televisión
| Programa                | Año             | Canal                      |
| ----------------------- | --------------- | -------------------------- |
| 25 Palabras             | 2023            | Telecinco                  |
| Nosolomúsica            | 1999-2000       | Telecinco                  |
| Despega como puedas     | 2001-2003       | Telemadrid                 |
| Metro a Metro           | 2004-2006       | Telemadrid                 |
| Mi calle                | 2005            | Telemadrid                 |
| Atractiva-t             | 2004-2008       | Cosmopolitan Televisión    |
| PokerStars              | 2009            | La Sexta                   |
| Duende Joven            | 2010            | Canal Extremadura          |
| Ganing Casino           | 2012            | Neox y Nitro               |
| La Tarde con Carla      | 2012-2013       | Castilla y León Televisión |
| Splash! Famosos al agua | 2013            | Antena 3                   |
| Ruta 179                | 2014-actualidad | Telemadrid                 |
| Mi calle                | 2014            | Telemadrid                 |
| Tu cara me suena        | 2020            | Antena 3                   |

## Series de televisión

### Papel fijo
| Año  | Título          | Cadena     | Personaje |
| ---- | --------------- | ---------- | --------- |
| 2002 | Living Lavapiés | Telemadrid | Estela    |
| 2006 | Tirando a dar   | Telecinco  | Lidia     |

### Papeles episódicos
| Año        | Serie              | Cadena    | Personaje            |
| ---------- | ------------------ | --------- | -------------------- |
| 2011; 2021 | La que se avecina  | Telecinco | Marta "Gigi Diamond" |
| 2006-2007  | El comisario       | Telecinco | Cecilia Trujillo     |
| 1999       | 7 vidas            | Telecinco | Sandra               |
| 1999       | Un Millán de cosas | Telecinco |                      |
| 1999       | Manos a la obra    | Antena 3  | Marisa               |
| 1998       | A las once en casa | La 1      |                      |
| 1999       | Tío Willy          | La 1      |                      |

## Películas
| Año  | Título                                               | Director                             |
| ---- | ---------------------------------------------------- | ------------------------------------ |
| 2010 | Clara no es nombre de mujer                          | Pepe Carbajo                         |
| 2001 | Soberano, el rey canalla (cortometraje publicitario) | Miguel Bardem                        |
| 2001 | Tuno negro                                           | Pedro L. Barbero y Vicente J. Martín |
| 1999 | Muertos de risa                                      | Álex de la Iglesia                   |
| 1998 | Papá Piquillo                                        | Álvaro Sáenz de Heredia              |
| 1997 | Brácula: Condemor II                                 | Álvaro Sáenz de Heredia              |

## Teatro
- Las novias de Travolta (2011).
- Mi cajita de música (Cabaret, 2013).[9]
- Un espíritu burlón (2015)
- Los 10 negritos (2015)